# Komisje Robotnicze
Komisje Robotnicze (Comisiones Obreras, CC.OO.) - konfederacja hiszpańskich związków zawodowych. Na początku swego istnienia o orientacji prokomunistycznej, obecnie niezależne od żadnej partii. Największa centrala związkowa w Hiszpanii co do liczby członków.